# Orgoroso
Orgoroso ist eine Ortschaft in Uruguay.

## Geographie
Sie befindet sich auf dem Gebiet des Departamento Paysandú in dessen Sektor 3. Orgoroso liegt östlich von Piedras Coloradas und nordnordöstlich von Puntas de Arroyo Negro. In östlicher Richtung ist in einigen Kilometern Entfernung die Stadt Guichón gelegen.

## Infrastruktur
Orgoroso liegt sowohl an der Ruta 90 als auch an der Eisenbahnlinie Salto – Paso de los Toros.

## Einwohner
Für Orgoroso wurden bei der Volkszählung im Jahr 2004 516 Einwohner registriert.
| Jahr | Einwohner |
| ---- | --------- |
| 1985 | -         |
| 1996 | 441       |
| 2004 | 516       |

Quelle: Instituto Nacional de Estadística de Uruguay